# هوغو كوش
هوغو كوش (بالهولندية: Hugo Alexander Koch)‏ هو رياضياتي هولندي، ولد في 9 مارس 1870 في دلفت في هولندا، وتوفي في 3 مارس 1928 في دوسلدورف في ألمانيا.

## وصلات خارجية
- هوغو كوش على موقع الموسوعة البريطانية (الإنجليزية)